# جيسيكا دي آبرو
جيسيكا دي آبرو (بالإسبانية: Jessica de Abreu) هي عارضة فنزويلية، ولدت في 10 أبريل 1990 في كاراكاس في فنزويلا.